# Helicolenus barathri
Helicolenus barathri är en fiskart som först beskrevs av Hector, 1875.  Helicolenus barathri ingår i släktet Helicolenus och familjen kungsfiskar. Inga underarter finns listade i Catalogue of Life.